# Neftçala FK
Neftçala FK is een Azerbeidzjaanse voetbalclub uit Neftçala. 
De club werd in 2004 opgericht als ANSAD-Petrol Neftçala en nam begin 2011 de huidige naam aan. In 2015 won de club de Azərbaycan Birinci Divizionu maar kreeg geen licentie voor de Premyer Liqası. Dit herhaalde zich in 2016 waarna de club zich terugtrok voor het seizoen 2016/17.

## Resultaten
| 5 |

| 4 |

| 6 |

| 5 |

| 3 |

| 9 |

| 10 |

| 2 |

| 3 |

| 2 |

| Eerste Divisie |

| Eerste Divisie |